# 阿波警察署
阿波警察署（あわけいさつしょ）は、徳島県警察が管轄していた警察署。2014年4月に阿波吉野川警察署に統合された。

## 所在地
- 徳島県阿波市市場町香美字原田324-1

## 管轄区域
- 阿波市

## 沿革
2005年（平成17年）4月1日：管内の板野郡土成町、阿波郡市場町・阿波町の3町が板野郡吉野町を含めて新設合併し阿波市となったため、管轄市町村数が3町から1市のみになったことに併せて徳島県市場警察署から改称した。吉野町については合併時に板野警察署から管轄が変更された。
2014年（平成26年）4月1日、吉野川警察署と統合されて、徳島県阿波吉野川警察署となった。阿波吉野川署の本庁舎は旧吉野川署に置かれ、旧阿波署庁舎は阿波吉野川署阿波庁舎となった。

## 交番
- 署所在地（阿波市市場町香美字原田）

## 駐在所
- 阿波市五条駐在所（阿波市吉野町西条西姥御前）
- 阿波市西条駐在所（阿波市吉野町西条町口）
- 阿波市柿原駐在所（阿波市吉野町柿原西二条）
- 阿波市成当駐在所（阿波市土成町成当）
- 阿波市土成駐在所（阿波市土成町土成）
- 阿波市吉田駐在所（阿波市土成町吉田）
- 阿波市上喜来駐在所（阿波市市場町上喜来）
- 阿波市八幡駐在所（阿波市市場町大野島）
- 阿波市柴生駐在所（阿波市阿波町西柴生）
- 阿波市伊沢駐在所（阿波市阿波町久原）
- 阿波市岩津駐在所（阿波市阿波町南整理）